# Capnia tshukotica
Capnia tshukotica is een steenvlieg uit de familie Capniidae. De wetenschappelijke naam van de soort is voor het eerst geldig gepubliceerd in 1978 door Zhiltzova & Levanidova.